# Kurt Oster
Kurt Oster (* 20. April 1909 in Köln; † 1988 in den USA) war ein jüdischer Arzt, der wegen der nationalsozialistischen Rassengesetze Deutschland verließ und in den Vereinigten Staaten von Amerika als Kardiologe und Pharmakologe Karriere machte. Durch Aufsätze zur Schädlichkeit von homogenisierter Milch erweckt er bis heute anhaltendes Interesse.

## Leben und Wirken

### In Deutschland
Der Sohn des Kaufmanns Benno Oster besuchte eine weltliche Schule (Oberrealschule Frankstraße) und studierte nach dem Abitur (Ostern 1928) Medizin an der Universität Köln. Im Herbst 1930 legte er hier das Physikum ab. Nach dem 1. Staatsexamen (WS 30/31) wechselte er nach Berlin, wo er im SS 1932 das chemische Verbandsexamen absolvierte. In Köln beendet er sein Medizinstudium mit der Promotion zu dem Thema: Die gleichzeitige Bestimmung von Jod und Brom durch den Polarographen (29. November 1934). Durch die „Machtergreifung“ der Nationalsozialisten war eine akademische Karriere in Deutschland unmöglich geworden. Vermutlich 1935 emigrierte Kurt Oster nach Schweden.

### In den USA
Um 1938 kam er in die USA und musste zunächst für ein Jahr eine Praktikumsstelle am Fairview Park Hospital in Cleveland, Ohio annehmen. Auf eine solche unterqualifizierte Stellung ließen sich viele Immigranten ein, um anschließend legal als Arzt in den Vereinigten Staaten praktizieren zu dürfen. Es folgte im September 1940 eine Anstellung am berühmten Mount Sinai Hospital in New York City, einem der ältesten und angesehensten Krankenhäuser der Vereinigten Staaten.
Sein zunächst für ein Jahr bewilligtes Stipendium (George Blumenthal Jr. Fellowship) wurde mehrfach verlängert und endete in einer Position als Research Assistant in Chemistry bei Dr. Harry Sobotka. Ende Juli 1943 verließ Oster dieses jüdische Krankenhaus und nahm ab 1949 die leitende Stellung eines Chairman of the Department of Medicine and Chief, Section of Cardiology am Park City Hospital von Bridgeport, Connecticut an.
Ab ca. 1944 hatte Kurt Oster wieder mit einer Vielzahl von medizinischen Aufsätzen mit (bio-)chemischer Ausrichtung an seine zwangsweise unterbrochene wissenschaftliche Karriere angeschlossen. Er veröffentlichte nun unter dem ‚amerikanisierten’ Namen Kurt A. Oster. Einzelne Texte publizierte er gemeinsam mit seinem Sohn J. G. Oster (z. B. 1946 The specificity of sex hormones on the tissue aldehyde shift in the rat kidney and of fuchsin sulfurous acid reagent on aldehydes).
Oster unternahm des Weiteren Studien zur Vitamineinnahme, der Verträglichkeit von Eiern, zu Diabetes u. a.m. Nicht zuletzt als Reaktion auf einen ersten eigenen Herzinfarkt im Alter von 46 Jahren wandte er sich um 1970 den Ursachen der Arterienverkalkung zu. Zusammen mit Donald J. Ross, einem Professor für Biochemie und seit 1960 Chairman of the Department of Biology der Fairfield University (Connecticut), veröffentlichte der Kardiologe ab 1973 Abhandlungen zu Folgen des Zerschlagens von Fettkugeln beim Erhitzen. Statt einem erhöhten Cholesterinwert traute er dem Enzym Xanthinoxidase, das er in homogenisierter Milch gefunden hatte und das durch Bildung von Antikörpern bewirkt wurde, höhere Bedeutung für die Erkrankung zu.
Besonderes Aufsehen erregte die dazu vorgelegte Monographie von 1983 The Xo Factor: and How It Can Destroy Your Arteries, Your Heart, Your Life! Oster und Ross (auch Dr. John Zikakis von der University of Delaware war zeitweise in das Projekt involviert) legten darin dar, dass homogenisierte Milch ein erhöhtes Herzinfarktrisiko bewirke und belegt das erhöhte Risiko von Arteriosklerose durch Zahlen (Ostersche Hypothese). Oster bezog sich dabei u. a. auf den Gießener Biochemiker Robert Feulgen, der in den 1930er Jahren das Plasmologen erforscht hatte. Die Ergebnisse der langjährigen Experimente wurden von der Milchindustrie heftig attackiert, Oster konnte jedoch bei den Patienten seiner Klinik, denen er eine auf seinen Forschungen beruhende Diät verordnet hatte, gute Heilungsquoten erzielen. Auch wenn seine Theorien immer wieder angegriffen wurden, gibt es derzeit neuere Forschungen, die ihn zu bestätigen scheinen, wie etwa durch den Ernährungswissenschaftler McCarty.
1974 wurde Oster emeritiert. Er hatte einen Sohn und eine Tochter.